# الإمارة الإدريسية

حدود الإمارة الإدريسية حتى 1932

الإمارة الإدريسية، او إمارة عسير, كانت دولة قصيرة الأجل استنادا إلى المنطقة الجغرافية لمنطقة جازان وتهامة، حالياً جنوب غرب المملكة العربية السعودية وإلى حرض والحديدة، شمال غرب الجمهورية اليمنية.
أسّسَ الإمارةَ محمد بن علي الإدريسي متمرداً على الدولة العثمانية مدعوماً من بريطانيا أثناء الحرب العالمية الأولى، وازدهرت حتى وفاة الإدريسي في عام 1920.
في 1924 زحفت قوات الإمام في اليمن لحرب الأدارسة وهزم الأدارسة واستولى اليمنيون على ميناء الحديدة وعين الإمام ولاته عليها وتقدم الجيش صوب الشمال، وحاصر مدينتي صبيا وجازان، فشلت المفاوضات مع الإمام مما حمل الإدريسي على توقيع معاهدة حماية مع الملك عبد العزيز آل سعود، وكان ذلك في عام 1345 هـ 1925م، في 1933 التحق الادريسيون بإمام اليمن خوفاً من سيطرة آل سعود على منطقتهم أدت الأحداث تدريجياً إلى قيام الحرب السعودية اليمنية عام 1934 وكانت حربا بين الأدارسة في جازان والحديدة التابعة للامارة الادريسية حينها وبن سعود ولم تشتبك قوات الإمام اليمني مع القوات السعودية، واستعادت القوات السعودية نجران وإنسحب من صبيا بعد ان سقطت بيد الأدارسة وتم توقيع معاهدة الطائف في 1934  وجاء في المعاهدة أن تقسم إمارة الأدريسي على النحو التالي تُضم منطقة جازان وتهامة عسير إلى المملكة العربية السعودية والحديدة وحرض إلى المملكة المتوكلية اليمنية عقب وفاة الأمير الإدريسي.

## الأصل والنسب
ينتسب الأشراف الأدارسة إلى إدريس بن عبدالله بن الحسن المثنى بن الحسن السبط بن علي بن أبي طالب واللذي فر من الحجاز بعد معركة فخ في مكة المكرمة إلى بلاد المغرب وبايعه البربر هناك، قدم السيد أحمد بن إدريس الحسني من بلاد المغرب قاصدا مكة المكرمة ثم توجه إلى تهامة ثم استقر بين صبيا شمال مدينة جازان والقنفذة التابعة لإمارة عسير فترة حكم الأمير علي بن مجثل عام 1246هـ / 1830م وأخذ ينشر طريقته هناك حتى تُوفي عام 1253هـ/1837م وبعد عدة عقود من مقدم الشريف أحمد الإدريسي الحسني تأسست إمارة الأشراف الأدارسة في المخلاف السليماني على يد حفيده.

## نبذة
بعد سقوط الدولة العثمانية قسم البريطانيون الجزيرة العربية  ، واستقل شمال اليمن عن الدولة العثمانية عام 1849 ، وقامت المملكة المتوكلية عام 1918 بعد سقوط الدولة العثمانية وملوكها من آل حميد الدين. وعادت إمارة آل عائض في عسير. وكان الأدارسة يسيطرون على جازان وتهامة عسير والسواحل الغربية حتى الحديدة وعقدوا معاهدة صداقة مع الإنجليز عام 1915 وبدأ بتلقي المساعدات المالية عام 1917  وأقاموا معاهدة مشابهة مع الملك عبد العزيز آل سعود عرفت بمعاهدة دارين بحضور النقيب ويليام هنري شكسبير وتخلى البريطانيون عن سياسة عدم التدخل في شؤون وسط والجنوب الغربي من شبه الجزيرة العربية وسلموا الحديدة إلى الأدارسة عام 1926 كانت علاقة الإمام يحيى حميد الدين سيئة مع الإنجليز وكان يحاول بسط نفوذ المملكة المتوكلية على باقي اليمن فخاض حروباً ضد سلاطين جنوب اليمن المرتبط بالإنجليز وكان جيشه على بعد خمسين كيلو متراً من عدن فتدخل البريطانيون أخيراً وقصفوا قعطبة وتعز بالطائرات لمدة خمسة أيام  وخاض حروباً مماثلة مع الإمارة الإدريسية دفعت الأدارسة للإلتحاق ببن سعود أدرك الإمام أن توقيع معاهدة مع الإنجليز أمر لا مفر منه خاصة أن القوات السعودية كانت تهدد المناطق الشمالية للبلاد. في عام 1932، توجه الإمام إلى مناطق قبائل وائلة ومنها إلى نجران موطن قبيلة يام. عدد كبير من هذه القبيلة ناصر الإمام وطُرد الجيش السعودي من المنطقة  ، أدرك الأدراسة أن الملك عبد العزيز آل سعود سيبتلع بلادهم فنقضوا الحلف بينهم وبينه والتحقوا بالإمام عام 1933 وكانت القوات السعودية تساند أهل نجران لصد هجوم الإمام بعد توقيع معاهدة نجران بين الملك عبد العزيز وأصحاب نجران من قبيلة يام، وقامت الحرب اليمنية السعودية عام 1934 وكانت حربًا بين الأدارسة في جازان والحديدة التابعة للإمارة الادريسية حينها وبن سعود ولم تشتبك قوات الإمام مع بن سعود إلا في نجران، واستعاد بن سعود نجران وإنسحب من مائة كيلو متر بعد صبيا كانت قد سقطت بيده من الأدارسة وتم توقيع معاهدة الطائف في1934لإدراك الإمام أن قواته لن تصمد أمام قوات بن سعود وقوات سلاطين قبائل جنوب اليمن وكلاهما كان متعاهداً مع الإنجليز  نصت المعاهدة بين الإمام والإنجليز على ضرورة تجديدها كل أربعين سنة ومع بن سعود كل عشرين سنة وكانت هذه المعاهدة هي ماحدد حدود ماعُرف بشمال اليمن بين بن سعود في شماله والإنجليز وسلاطين ماعُرف باليمن الجنوبي في جنوبه  وجاء في المعاهدة أن يضم الخلاف السليماني إلى السعودية عقب وفاة الأمير الإدريسي
تهامة عسير]] والسواحل الغربية حتى الحديدة وعقدوا معاهدة صداقة مع الإنجليز عام 1915 وبدأ بتلقي المساعدات المالية عام 1917  وأقاموا معاهدة مشابهة مع الملك عبد العزيز آل سعود عرفت بمعاهدة دارين بحضور النقيب ويليام هنري شكسبير وتخلى البريطانيون عن سياسة عدم التدخل في شؤون وسط والجنوب الغربي من شبه الجزيرة العربية وسلموا الحديدة إلى الأدارسة عام 1926 كانت علاقة الإمام يحيى حميد الدين سيئة مع الإنجليز وكان يحاول بسط نفوذ المملكة المتوكلية على باقي اليمن فخاض حروباً ضد سلاطين جنوب اليمن المرتبط بالإنجليز وكان جيشه على بعد خمسين كيلو متراً من عدن فتدخل البريطانيون أخيراً وقصفوا قعطبة وتعز بالطائرات لمدة خمسة أيام  وخاض حروباً مماثلة مع الإمارة الإدريسية دفعت الأدارسة للإلتحاق ببن سعود أدرك الإمام أن توقيع معاهدة مع الإنجليز أمر لا مفر منه خاصة أن القوات السعودية كانت تهدد المناطق الشمالية للبلاد. في عام 1932، توجه الإمام إلى مناطق قبائل وائلة ومنها إلى نجران موطن قبيلة يام. عدد كبير من هذه القبيلة ناصر الإمام وطُرد الجيش السعودي من المنطقة  ، أدرك الأدراسة أن الملك عبد العزيز آل سعود سيبتلع بلادهم فنقضوا الحلف بينهم وبينه والتحقوا بالإمام عام 1933 وكانت القوات السعودية تساند أهل نجران لصد هجوم الإمام بعد توقيع معاهدة نجران بين الملك عبد العزيز وأصحاب نجران من قبيلة يام، وقامت الحرب اليمنية السعودية عام 1934 وكانت حربًا بين الأدارسة في جازان والحديدة التابعة للإمارة الادريسية حينها وبن سعود ولم تشتبك قوات الإمام مع بن سعود إلا في نجران، واستعاد بن سعود نجران وإنسحب من مائة كيلو متر بعد صبيا كانت قد سقطت بيده من الأدارسة وتم توقيع معاهدة الطائف في1934لإدراك الإمام أن قواته لن تصمد أمام قوات بن سعود وقوات سلاطين قبائل جنوب اليمن وكلاهما كان متعاهداً مع الإنجليز  نصت المعاهدة بين الإمام والإنجليز على ضرورة تجديدها كل أربعين سنة ومع بن سعود كل عشرين سنة وكانت هذه المعاهدة هي ماحدد حدود ماعُرف بشمال اليمن بين بن سعود في شماله والإنجليز وسلاطين ماعُرف باليمن الجنوبي في جنوبه  وجاء في المعاهدة أن يضم الخلاف السليماني إلى السعودية عقب وفاة الأمير الإدريسي

## أمراء الدولة الإدريسية
اعتمد الإدريسي في إدارة شؤون الدولة على الأشراف بنو النعمي وهم من الأشراف السليمانيين  حيث تولى عدد منهم الإمارة على أقاليم البلاد المختلفة ومن هؤلاء الأمراء:
(١)  الأمير الشريف / مصطفى بن محمد النعمي 
أمير رجال المع وقائد قوات الإدريسي في حرب الترك ببلاد عسير والمعروف بحصار السيد مصطفى
(٢)  الأمير / يحيى بن عرار النعمي 
أمير محايل وتهامة بللسمر وبللحمر وبارق
(٣)  الأمير / فصال النعمي 
أمير المخواة وعرضية غامد وزهران
(٤)  الأمير / عرار بن ناصر النعمي 
أمير صعدة والجبال الشرقية.
(٥)  الأمير / محمد بن خرشان النعمي 
أمير وادي يبه وحلي بن يعقوب والقنفذة
(٦)  الأمير / عبد الرحمن بن ظافر النعمي 
أمير على بلاد قحطان
(٧)  الأمير / محمد بن هادي النعمي  مبعوث الإدريسي للتفاوض مع الملك عبد العزيز على اتفاقية مكة عام 1926 م 

## الروابط الخارجية
- R.L. Headley, ʿAsīr, Encyclopaedia of Islam, Second Edition.
- A. K. Bang, The Idrisi State of Asir 1906-1934: Politics, Religion and Personal Prestige as State-building factors in early twentieth century Arabia, Bergen Studies on the Middle East and Africa (1996)
- J. Reissner, Die Idrīsīden in ʿAsīr. Ein historischer Überblick, Die Welt des Islams, New Series, Bd. 21, Nr. 1/4 (1981), pp. 164–192
- I. Ghanem, The Legal History of 'A Sir (Al-Mikhlaf Al-Sulaymani), Arab Law Quarterly, Vol. 5, No. 3 (Aug., 1990), pp. 211–214